# Ano Mundial da Juventude
O Ano Mundial da Juventude (sigla em inglês IYY) ocorreu em 1985, tendo como foco de atenção internacional os problemas e temas relativos à mocidade. Proclamado pela Assembleia Geral da ONU, foi assinada a 1 de janeiro deste ano, pelo então Secretário-Geral da entidade Javier Pérez de Cuéllar.

## Estrutura
Ao longo do ano de 1985, diversas atividades ocorreram pelo mundo inteiro, coordenadas pelo Secretariado da Juventude do Centro para Desenvolvimento Social e Negócios Humanitários, na ocasião baseados nos escritórios da ONU em Viena, Áustria. Dirigia este Secretariado Mohammad Sharif, que também era o Secretário Executivo do Ano Mundial. O Presidente do evento foi Nicu Ceauşescu, filho do então ditador romeno, Nicolau Ceauşescu.

## Eventos
Embora não tenha organizado nenhum evento especifíco dentro deste tema, sob o slogan de "Participação, Desenvolvimento e Paz", o Secretariado para o Ano Mundial da Juventude ajudou na realização de diversos encontros que tornaram este Ano um sucesso.
O principal evento da ONU para o Ano Mundial da Juventude foi o Congresso Mundial da Juventude (em espanhol: Congresso Mundial Sobre La Juventud), organizado pela UNESCO e ocorrido em Barcelona, de 8 a 15 de julho de 1985, que emitiu a Declaração de Barcelona, sobre a juventude.
Outros eventos internacionais mencionados pelo Secretariado Geral (A/RES/40/14 ), de 11 de outubro de 1985 foram:  
- Conferência Internacional da Juventude e o Festival Mundial da Juventude (International Youth Conference e World Youth Festival) em Kingston, Jamaica, de 6 a 10 de abril. Emitiu a Declaração de Kingston, sobre a juventude.
- Encontro de Amizade da Juventude (Friendly Gathering of Youth), ocorrido em Beijing, China, de 10 a 24 de maio.
- 12º Festival Mundial para a Juventude e os Estudantes (12th World Festival of Youth and Students), em Moscou, União Soviética, de 21 de julho a 3 de agosto.
- Conferência Legal para o Ano Mundial da Juventude (International Youth Year Conference on Law), em Montreal, de 5 a 9 de agosto.